# Platycheirus ronana
Platycheirus ronana är en tvåvingeart som först beskrevs av Miller 1921.  Platycheirus ronana ingår i släktet fotblomflugor, och familjen blomflugor. Inga underarter finns listade i Catalogue of Life.